# مشرفة الصغرى (غيزانية)
مشرفة الصغرى (بالفارسية: مشرفه کوچک) هي قرية وتقع في إيران في قسم غيزانية الريفي. يقدر عدد سكانها بـ 173 نسمة بحسب إحصاء 2016.